# Zusatzweiterbildung Tropenmedizin
Die Zusatz-Weiterbildung Tropenmedizin ist eine in der Musterweiterbildungsordnung der deutschen Bundesärztekammer von 2018 (MWBO) aufgeführte Zusatz-Weiterbildung im Bereich Tropenmedizin für Fachärzte in einem Gebiet der unmittelbaren Patientenversorgung.

## Definition
Die Zusatz-Weiterbildung Tropenmedizin umfasst die Epidemiologie, Vorbeugung, Erkennung, Behandlung und das Management von Gesundheitsstörungen und Erkrankungen, die mit den besonderen Lebensumständen, Krankheitserregern und Umweltbedingungen in tropischen Ländern oder Regionen mit besonderen klimatischen oder gesundheitlichen Belastungen verbunden sind sowie hereditär vorkommen einschließlich der in Deutschland seltenen, oft tropischen, lebensbedrohlichen und hochkontagiösen Erkrankungen aus dem Ausland.

## Mindestanforderung
Um die Bezeichnung Tropenmedizin führen zu dürfen, müssen Ärztinnen und Ärzte
- über die Facharztanerkennung in einem Gebiet der unmittelbaren Patientenversorgung verfügen und zusätzlich
- 9 Monate Tropenmedizin an einer zugelassenen Weiterbildungsstätte sowie
- 9 Monate tropenmedizinische Tätigkeit in einer medizinischen Einrichtung in den Tropen absolviert und zusätzlich
- an einem Weiterbildungskurs in Tropenmedizin mit einem Umfang von 3 Monaten teilgenommen haben.[2]

Bei der Anmeldung zur Weiterbildungsprüfung müssen der zuständigen Ärztekammer  sämtliche Nachweise über die erfüllten Mindestanforderungen vorgelegt werden. Dazu gehören auch die Logbuch-Dokumentationen über alle durch die MWBO vorgegebenen Inhalte der Weiterbildung.

## Inhalte der Weiterbildung
Bei der Weiterbildungsprüfung muss man darlegen können, dass man Kenntnisse, Erfahrungen und Fertigkeiten unter anderem in folgenden Bereichen erlangt hat:
- Gesundheitssysteme in ressourcenarmen Ländern
- Meldung von Infektions- und Tropenkrankheiten nach dem Infektionsschutzgesetz sowie der Berufskrankheiten-Verordnung
- Auftreten und Verbreitung von infektiösen und nicht-übertragbaren länderspezifischen Erkrankungen
- Epidemiologie der Übertragungswege tropenmedizinisch relevanter Erreger
- Diagnostische Verfahren zum Nachweis von tropenmedizinisch relevanten Infektionserregern
- Reisemedizin
  - Länderspezifische Beratung vor Reisen, Entsendung und Auslandseinsätzen einschließlich Prophylaxemaßnahmen unter besonderer Berücksichtigung von Risikogruppen sowie Beurteilung der Reisefähigkeit
  - Nationale und supranationale Impfvorschriften
  - Indikationen und Kontraindikationen von Impfungen sowie Immun- und Chemoprophylaxe, z. B. Malariaprophylaxe
  - Impfung von Reisenden einschließlich Gelbfieberimpfungen
  - Erstellung von individuellen länderspezifischen Expositionen und Chemoprophylaxeplänen
- Erkennung, Diagnostik, Differentialdiagnostik und Therapie von infektiösen und nicht-übertragbaren Erkrankungen (einschließlich von bakteriellen, viralen, mykotischen und parasitären Infektionen und Gifttierunfällen)
  - in den Tropen
  - bei Reiserückkehrenden, Reisenden und Migrierenden
- Durchführung von Tropentauglichkeitsuntersuchungen und Rückkehreruntersuchungen einschließlich Beratung

Die Inhalte der Musterweiterbildungsordnung sind allerdings nur eine Empfehlung für die rechtsverbindlichen Weiterbildungsordnungen der Landesärztekammern, die hiervon abweichende Regelungen treffen können.